# Kelské louky
Přírodní rezervace Kelské louky byla vyhlášena roku 2002 a nachází se na pravém břehu Labe na území obce Kly (a z malé části též v katastrálním území Úpor obce Obříství) před soutokem s Vltavou u města Mělník ve Středočeském kraji. Důvodem ochrany jsou vlhké nivní louky s mokřadními depresemi. Součástí někdejší samostatné rezervace je slepé rameno a tůně původního toku Labe.
Chráněné území bylo zrušeno dne 10. června 2014 a nahrazeno přírodní rezervací Úpor–Černínovsko.

## Popis oblasti
Lokalita je významná především jako ptačí oblast v době jarní migrace.